# Goa Sul

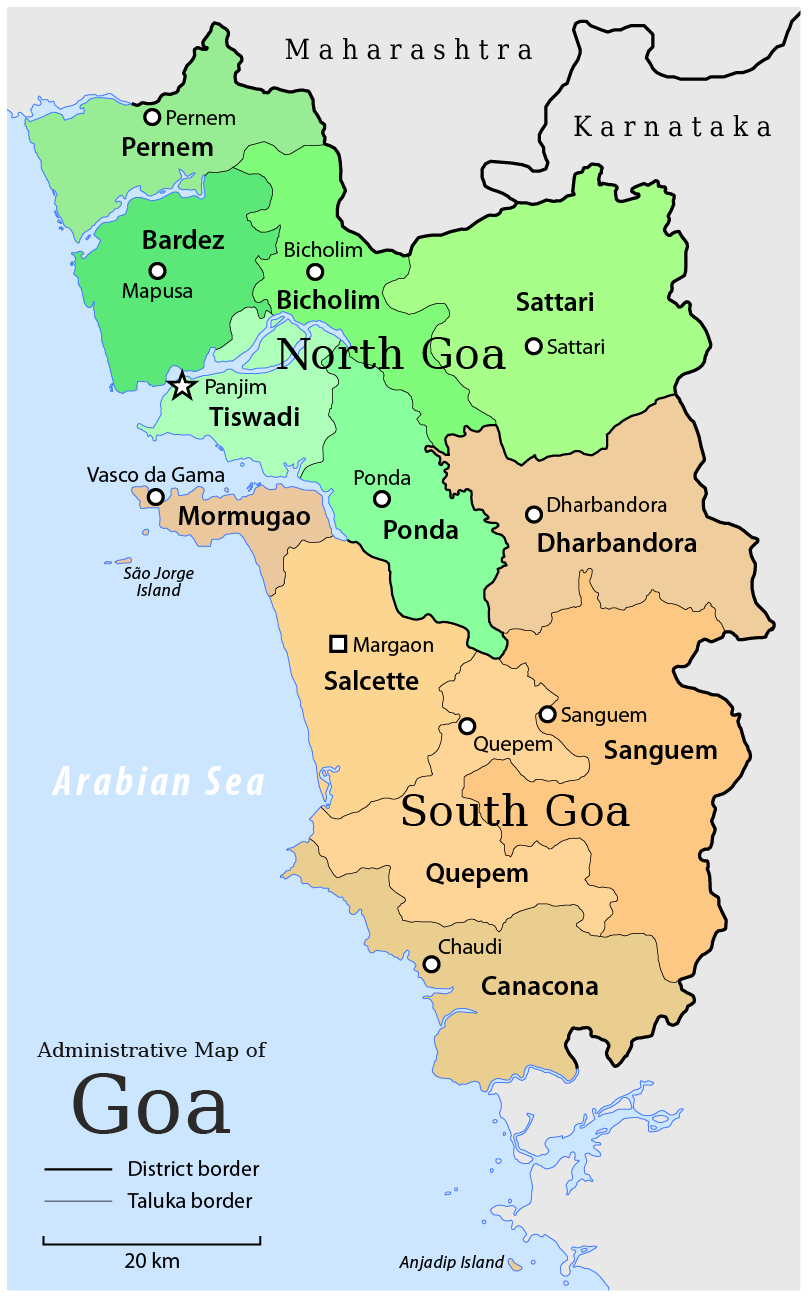
Goa Norte e Goa Sul

Goa Sul é um dos dois distritos de Goa. O distrito tem uma area de 1966 km², sendo limitado a norte pelo distrito de Goa Norte, a leste e a sul pelo distrito de Utara Kannada, estado de Karnataka, e a oeste pelo Oceano Índico.
A capital é a cidade de Margão.
O distrito de Goa Sul está dividido nos concelhos ou talukas (ou tehsil) de:
- Canácona,
- Mormugão,
- Quepém,
- Salcete
- Sanguém.